# 이혜원
이혜원(李慧源, 1979년 4월 24일~현재)은 1999년 미스코리아 FILA이다. 2001년 12월 축구선수 겸 방송인 안정환과 결혼하였다. 현재 이혜원 라이프스타일컴퍼니를 운영중이다.

## 프로필
- 출생 : 1979년 4월 24일
- 학력 : 서울미술고등학교, 수원대학교 산업미술과 학사
- 수상 : 1999년 미스코리아 FILA, 1999년 미스코리아 서울 미(美)
- 취미 : 영화감상
- 특기 : 공예품, 생활용품

## 가족 관계
- 배우자 : 안정환(1976년 1월 27일~현재)
  - 딸 : 안리원 (2004년 5월 3일~현재)
  - 아들 : 안리환 (2008년 12월 25일~현재)